# 바라즈다트 랄라얀
바라즈다트 랄라얀(아르메니아어: Վարազդատ Լալայան, 1999년 5월 1일~)은 아르메니아의 역도 선수이다. 2024년 하계 올림픽 남자 슈퍼헤비급 은메달을 획득했으며 세계 선수권 대회에서 은메달 2개, 동메달 1개, 유럽 선수권 대회에서 금메달 1개, 은메달 2개, 동메달 1개를 획득했다.